# Litoria nasuta
Litoria nasuta és una espècie de granota que viu a Austràlia i Papua Nova Guinea. Està amenaçada d'extinció per la pèrdua del seu hàbitat natural.